# NOM-029-STPS-2011

NOM-029-STPS es una norma oficial mexicana de seguridad que regula las actividades de Mantenimiento de instalaciones eléctricas. Esta norma es de carácter obligatorio dentro de todo el territorio nacional mexicano. Su última versión fue publicada el 29 de diciembre de 2011 por lo que el título actual completo de la norma es NOM-029-STPS-2011 y entró en vigor el 29 de marzo de 2012.

## Objetivo
Esta norma establece los requerimientos mínimos de seguridad que debe haber en las actividades de mantenimiento de instalaciones eléctricas a fin de prevenir cualquier accidente que pudiera ser generado en estas actividades.